# Bedecs
Bedecs (románul Bedeciu) falu a Romániában Kolozs megyében, Magyargyerőmonostortól északkeletre.

## Története
1992-es népszámlálási adatok szerint a 766 lakos közül 2 fő vallotta magát magyarnak és reformátusnak. Román lakosai ortodoxok, a cigány lakosság pedig baptista és pünkösdista vallású. 
A falu lakói évszázadokon át házépítéssel foglalkoztak. Megrendelésre készítették a faházakat a fában szegény Kolozsvár-környéki falvak részére. A házakat szétszedve, szekereken szállították el a megrendelőknek, ahol összeállították őket.

## Látnivaló
A falu jelenleg ortodox temploma középkori eredetű. Az 1345-ös oklevelek már említik az egykor katolikus, majd református templomot. 
A gótikus hajót támpillérek támasztják.
A hajó déli oldalán csúcsíves bejárat látható, reneszánsz hatást mutató ablakai faragott párkányúak. 
Négyfiatornyos, tornácos templomtornya jellegzetesen kalotaszegi, ám az eredeti zsindelyt már horganyzott bádoggal pótolták.
A falu határában fellelhetőek az egykori Bedecs várának romjai.